# Daniel Pandolfi
Carlos Daniel Pandolfi es un empresario argentino. Entre 2014 y 2023 se desempeñó como presidente del Club Ferro Carril Oeste de la Ciudad Autónoma de Buenos Aires, Argentina. Su vicepresidente fue su socio, el contador público Gabriel Santa María.
Su obra más destacada al frente de Ferro fue la privatización del fútbol profesional en favor del intermediario Cristian Bragarnik en febrero de 2021.

## Biografía

### Presidente de Ferro
El 19 de noviembre del 2014 se oficializa el llamado a elecciones del Club Ferro Carril Oeste. 
El 12 de diciembre se dio un debate entre los tres candidatos a presidente. El 14 de diciembre, tras 12 años se confirma la elección de presidente del club siendo elegido Pandolfi con más del 70 % de los votos. Fue elegido con 1.237 votos sobre un total de 1.819, mientras que "Dignidad Verdolaga", que postulaba a Adrián Andreatta, acumuló 385, y "Triángulo verde", cuyo candidato era Walter Porta, 109.
El 26 de noviembre del 2015 fue galardonado junto con el Pupy Salmerón, ganó la estatuilla al “Dirigente Destacado” del Nacional B, mientras que el Pupy se quedó con el galardón al jugador más destacado de la divisional.
El 7 de agosto de 2018 fue elegido asambleísta de la B Nacional en representación de la Zona Metropolitana.
En diciembre de 2021, cuando Ferro fue eliminado por Quilmes en las semifinales del Nacional B, envió una carta pública al presidente de la AFA, Claudio Tapia, reclamándo que el partido se jugara nuevamente. Su pedido fue respondido por la AFA con silencio. 
El 29 de noviembre de 2022 explicó públicamente las razones por las que se derrumbó una obra en construcción en su club. Más tarde hizo fuertes declaraciones periodísticas al vincular el torneo que disputaba su equipo, la Primera Nacionall B, con "la total impunidad".
En 2025 los socios y simpatizantes del club piden su renuncia, al igual que la del presidente Guillermo Bameule y vice primero y socio de Pandolfi, Gabriel Santa Maria

### Militancia política
Pandolfi es un activo militante del Partido Justicialista de la Ciudad Autónoma de Buenos Aires. Su hermano, Víctor "Tito" Pandolfi, fue presidente del desaparecido Concejo Deliberante y en dicha función resultó procesado por un presunto fraude.

### Causa por corrupción
El origen y la licitud de sus fondos es investigado por la Justicia federal argentina.
En octubre del 2018 se le inició una causa por corrupción, siendo denunciado por negocios millonarios en el Instituto Nacional de Cine y Artes Audiovisuales (INCAA). Tras la denuncia penal impulsada por Margarita Stolbizer y su abogada Silvina Martínez, la jueza Servini también le pidió a la ANSES que aporte información y documentación de Daniel Pandolfi, su mujer Paula Silvina Delmoro, y las tres firmas sospechadas. También son investigados el directivo de Ferro Raúl Seguí e integrante de la familia Balog. En tanto, el INCAA deberá entregar el legajo personal y los sumarios internos contra Delmoro y las empresas.
Su esposa Delmoro fungía como empleada del área de Compras del INCAA y en ese rol habría sido una pieza clave para la corrupción, según se investiga.